# سلمان الخالدي
سلمان الخالدي لاعب كرة قدم سعودي سابق ، ولعب في و نادي القادسية ، كما مثل المنتخب السعودي للشباب.

## مسيرة اللاعب
تدرج من براعم نادي الهلال ولعب في أندية القادسية و الهلال و الرائد .

## روابط خارجية
- سلمان الخالدي على موقع Soccerway.com (الإنجليزية)